# Auf der Jagd nach dem Nierenstein
Der Kinderfilm Auf der Jagd nach dem Nierenstein ist ein norwegischer Fantasyfilm aus dem Jahr 1996. Der Film startete am 5. Juni 1997 in den deutschen Kinos.
Auf Video und DVD erschien er auch unter dem Titel Die phantastische Reise des kleinen Simon.

## Handlung
Der achtjährige Simon wohnt während der Sommerferien bei seinem Großvater auf einer einsamen Insel. Der Großvater erzählt Simon von seiner Großmutter, die schon vor 31 Jahren gestorben ist. Seitdem trauert der alte Mann um seine Frau und hat den Verlust nie überwunden. Der Großvater war früher Jazzmusiker, doch seit dem Tod seiner Frau hat er nie mehr richtig gespielt.
Am nächsten Tag will der Großvater mit Simon in die Stadt fahren, um sich mit einigen alten Musikerfreunden zu treffen und nochmals zu spielen. Doch in der Nacht geht es dem Großvater sehr schlecht. Da auf der Insel kein Telefon ist, weiß Simon nicht, wie er dem Großvater helfen soll. Da meldet sich sein Teddybär, der eine Lösung weiß. Mit Hilfe seines Chemiebaukastens braut der Teddybär einen Zaubertrank, der Simon schrumpfen lässt. So gelangt Simon über den Mund seines Großvaters in dessen Körper, um dort nach dem Rechten zu sehen. Dort begegnet er Karta, einem noch sehr jungen männlichen weißen Blutkörperchen. Karta hat als weißes Blutkörperchen eine Karte des Körpers. Doch weil er noch jung ist, ist seine Karte noch unvollständig. Gemeinsam machen sich Karta und Simon auf die Suche nach den Schmerzen vom Großvater. Dabei durchstreifen sie die verschiedensten Organe. Ihrer Suche schließt sich zudem noch Alveola, ein junges weibliches rotes Blutkörperchen, an. Vom Sekret Service Agent erhalten die drei den entscheidenden Hinweis, dass Salzhacker die Ursachen der Krankheit sind. Sie bilden in der Niere einen Nierenstein.
Da der Großvater als alter Mann schon lange aus dem Bauch heraus entscheidet, befindet sich dort auch sein Verstand. Dieser gibt den dreien den Hinweis, dass Wasser den Nierenstein auflösen wird. Doch der Großvater hat viel zu wenig getrunken, so dass die Suche nach Wasser nicht einfach ist. Doch da der Großvater seit Jahren nicht mehr geweint hat, sind seine Tränendrüsen voll, und so haben die drei das benötigte Wasser. Als sie schließlich beim Nierenstein ankommen, gelingt es ihnen auch tatsächlich, diesen aufzulösen. So erhalten sie Einlass ins Herz. Dort lebt die Großmutter schon seit vielen Jahrzehnten. Simon erhält eine Auszeichnung, und die Großmutter gibt Simon noch einen Musikwunsch für das morgige Konzert des Großvaters mit auf den Weg.
Nachdem der Großvater am nächsten Morgen wieder erwacht, ist er geheilt und fährt mit Simon in die Stadt. Er erfüllt den Musikwunsch und spürt in sich seine Frau wieder singen. Und so kann der alte Mann nach langen Jahren wieder weinen.

## Analyse

### Aufbau
Der Film ist visuell sehr aufwendig gestaltet. Die verschiedenen Organe, durch die Simon mit dem weißen und roten Blutkörperchen im Laufe des Films geht, sind sehr fantasiereich ausgearbeitet, wobei die Herstellung sich auf klassische Bühnenbauten stützt, die mit modernen Computertricks kombiniert werden.
Daneben erfährt der Zuschauer einiges über die emotionalen Zustände der Hauptpersonen und die Entwicklung, die diese im Laufe der Geschichte durchmachen.

### Personen
Simon ist ein achtjähriger Junge, der sich plötzlich einer bedrohlichen Situation gegenübersieht. Sein Großvater ist erkrankt, und er weiß nicht, wie er ihm helfen soll. So kommt er schließlich ins Reich der Fantasie und unternimmt eine fantastische Reise. Dabei reift der Junge selber, denn am Ende wird er vom geschrumpften Zustand wieder groß, weil er innerlich an Mut bei der Bekämpfung des Nierensteins gewachsen ist.
Über den Großvater erfährt man im Laufe der Geschichte einiges. Er hat sich in sich selbst zurückgezogen und kann den Tod seiner Frau nicht richtig verarbeiten. Doch schließlich befreit er sich aus der emotionalen Isolation, als er erkennt, dass seine geliebte Frau immer in seinem Herzen war.
Auch das weiße und rote Blutkörperchen werden als empfindsame Wesen dargestellt. Auch sie machen im Laufe der Geschichte einen Lernprozess durch und verlieben sich schließlich ineinander.

### Bedürfnisse
Im Film wird die Ebene der Realität mit einer reinen Fantasiewelt vermischt. Es wird dabei die Frage offengelassen, ob Simon nun tatsächlich im Körper seines Großvaters war, oder ob das ganze nicht nur ein Traum war und der alte Mann nachts noch rechtzeitig Wasser getrunken hat.

## Zusatzinformationen
Die Idee, Schrumpf-Menschen durch einen menschlichen Körper wandern zu lassen, wurde mehrfach in Filmen umgesetzt. Zum einen in Die phantastische Reise (1966) von Richard Fleischer und in Die Reise ins Ich (1987) von Joe Dante.

## Kritiken
„Die liebevolle Inszenierung eröffnet der kindlichen Fantasie weite Räume und vermag durch ihren optischen Einfallsreichtum auch Erwachsene mühelos zu fesseln.“
  film-dienst 11/97 
„AUF DER JAGD NACH DEM NIERENSTEIN ist kein medizinischer Lehrfilm, hat auch keine beunruhigend monströsen Bilder, sondern lebt von der Idee, den Körper als Landschaft zu verstehen, bevölkert von Menschen in fantastischen Kostümen, die ihrer Arbeit nachgehen. Dass dabei auch Gefühle wie Freundschaft, Liebe, Eifersucht, Neid, Machtgier vorkommen, sorgt für nachdenkliche Begegnungen ebenso wie für vergnügliche Situationen.“
  Christel Strobel, KJK 70/97 
„Eine an Puppen- und Kindertheater orientierte märchenhafte Abenteuerreise, die vergnüglich und lehrreich zugleich abstrakte Körpervorgänge und seelische Gemütslagen in fantasievolle Bilder umsetzt. Die etwas düstere, gleichwohl liebevolle Inszenierung eröffnet der kindlichen Fantasie weite Räume und vermag durch ihren optischen Einfallsreichtum auch Erwachsene mühelos zu fesseln.“
  Lexikon des internationalen Films 
„Vibeke Idsøes Film bezaubert nicht so sehr durch den beachtlichen Aufwand an Tricks und skurriler Design-Fantasie, sondern durch atmosphärische Dichte und sentimentale Leichtigkeit. Hier herrscht nicht alberne Kinderkino-Niedlichkeit, sondern es weht ein seltener Geist: heiterer Charme.“
  Süddeutsche Zeitung Nr. 126/1997 

## Auszeichnungen
Insgesamt sieben Auszeichnungen erhielt „Auf der Jagd nach dem Nierenstein“, bei dem Vibeke Idsøe zum ersten Mal Regie führte. Er erhielt dafür 1997 unter anderem eine „Amanda Auszeichnung“ als bestes Erstwerk. Zudem wurden 1997 auch die Spezialeffekte auf dem „Fantafestival“ und dem „Málaga International Week of Fantastic Cinema“ ausgezeichnet.
| Festival                                       | Auszeichnung                                      | Land     | Jahr | Person                                              |
| ---------------------------------------------- | ------------------------------------------------- | -------- | ---- | --------------------------------------------------- |
| Amanda Award                                   | Bestes Erstwerk                                   | Norwegen | 1997 | Vibeke Idsøe                                        |
| Chicago International Children’s Film Festival | Auszeichnung der Erwachsenenjury                  | USA      | 1997 | Vibeke Idsøe                                        |
| Fantafestival                                  | Beste Spezialeffekte Großer Preis in Silber       | Italien  | 1997 | Martin Gant, David Estern Vibeke Idsøe              |
| Málaga International Week of Fantastic Cinema  | Bester Regisseur Bester Film Beste Spezialeffekte | Spanien  | 1997 | Vibeke Idsøe Vibeke Idsøe Martin Gant, David Estern |